# Ilija Christow
Ilija Georgiew Christow (bułg. Илия Георгиев Христов; ur. 30 grudnia 2000) – bułgarski zapaśnik walczący w stylu wolnym. Zajął 23. miejsce na mistrzostwach świata w 2023.  
Dwudziesty na mistrzostwach Europy w 2023. Trzeci na ME U-23 w 2022 roku.